# Saluda
Saluda és una població dels Estats Units a l'estat de Carolina del Nord. Segons el cens del 2000 tenia 575 habitants.

## Demografia
Segons el cens del 2000, Saluda tenia 575 habitants, 265 habitatges i 170 famílies. La densitat de població era de 142,3 habitants per km².
Dels 265 habitatges en un 20,8% hi vivien nens de menys de 18 anys, en un 52,5% hi vivien parelles casades, en un 7,9% dones solteres, i en un 35,5% no eren unitats familiars. En el 31,3% dels habitatges hi vivien persones soles el 13,2% de les quals corresponia a persones de 65 anys o més que vivien soles. El nombre mitjà de persones vivint en cada habitatge era de 2,17 i el nombre mitjà de persones que vivien en cada família era de 2,7.
Per edats la població es repartia de la següent manera: un 17,6% tenia menys de 18 anys, un 4,9% entre 18 i 24, un 23,3% entre 25 i 44, un 34,1% de 45 a 60 i un 20,2% 65 anys o més.
L'edat mediana era de 48 anys. Per cada 100 dones de 18 o més anys hi havia 82,3 homes.
La renda mediana per habitatge era de 39.063 $ i la renda mediana per família de 47.188 $. Els homes tenien una renda mediana de 37.917 $ mentre que les dones 25.000 $. La renda per capita de la població era de 25.149$. Entorn del 3,8% de les famílies i el 4,6% de la població estaven per davall del llindar de pobresa.

## Poblacions properes
El següent diagrama mostra les poblacions més properes.